# Jadów
Jadów (em iídiche: יאַדאָוו, em russo: Ядув) é um município no centro da Polônia. Pertence à voivodia da Mazóvia, no condado de Wołomin. É a sede da comuna urbano-rural de Jadów.
Estende-se por uma área de 4,63 km², com 934 habitantes, segundo o censo de 31 de dezembro de 2022, com uma densidade populacional de 201,7 hab./km².
O Osownica, um pequeno rio da bacia do Bug, um afluente do Liwiec, flui pela cidade. A estrada provincial n.º 636 atravessa a cidade.
Na segunda metade do século XVI, a vila real de Jadowo estava localizada no condado de Kamieniec da Terra Nurski da voivodia da Mazóvia. em 1823, Jadów recebeu o título de cidade, rebaixado em 13 de outubro de 1870. Nos anos de 1867–1954 e a partir de 1973, foi sede da comuna de Jadów. Nos anos de 1954 a 1972, foi a sede das autoridades da gromada de Jadów. O estatuto de cidade foi concedido novamente em 1 de janeiro de 2023.

## História
O início de Jadów remonta à virada dos séculos XIV e XV. Graças à sua localização no cruzamento das rotas comerciais. Em 1475, Jadów recebeu um privilégio de mercado e o direito de organizar feiras. Em 1483, durante o reinado de Bolesław IV, duque da Mazóvia, foi fundada a paróquia de Jadów. O auge de Jadów foi no século XIX. Em 1823, como resultado dos esforços do conde Stanisław Kostka Zamoyski, Jadów recebeu os direitos de cidade. O desenvolvimento da cidade foi interrompido pela Revolta de Janeiro de 1863.
Em julho de 1932, durante um protesto camponês na aldeia, três camponeses foram mortos durante a intervenção da polícia estadual.
Durante a ocupação nazista, em 17 de outubro de 1940, os alemães estabeleceram um gueto para residentes judeus. Cerca de 2 500 judeus ficaram lá. Em 23 de setembro de 1942, eles foram transportados para o campo de extermínio de Treblinka II e ali assassinados.
Nos anos 1975–1998, a cidade pertenceu administrativamente à voivodia de Siedlce.

### Recuperação dos direitos de cidade em 2023

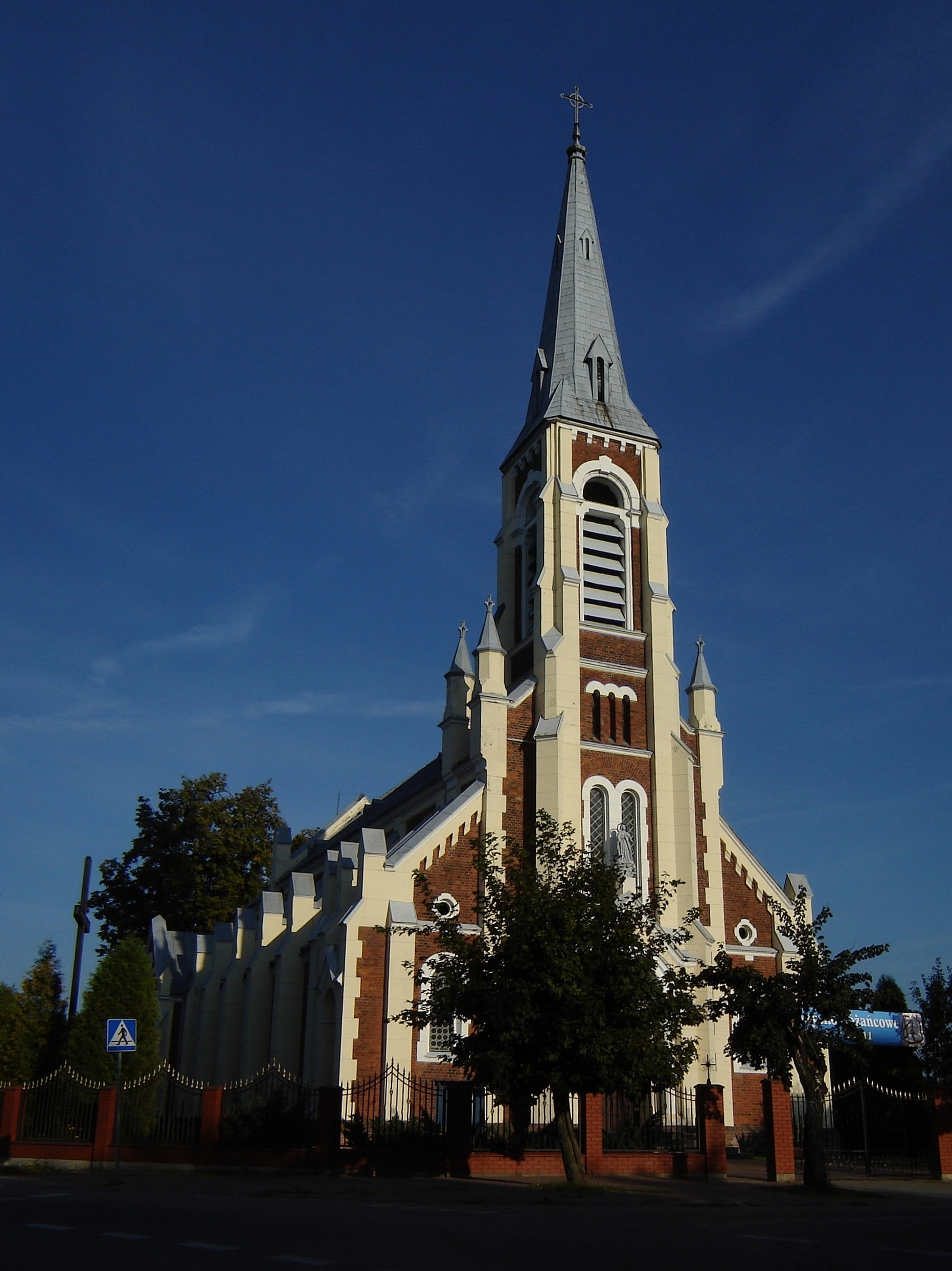
Igreja paroquial da Descoberta da Santa Cruz

Em 5 de agosto de 2021, com base na resolução do Conselho Comunal XII/73/2011 sobre a definição das regras e procedimentos para a realização de consultas públicas aos moradores, o chefe da comuna emitiu o Despacho n.º 42/21 sobre o pedido de concessão do estatuto de cidade à comuna de Jadów. O período de consulta foi de 5 de agosto a 30 de setembro de 2021.
97,30% dos moradores da aldeia de Jadów foram a favor da restauração dos direitos municipais com a participação de 8,84%; nas restantes aldeias da comuna, o apoio foi de 86,33% com uma afluência de 8,74%. Em 28 de março de 2022, com base nos resultados das consultas sociais em 2021, os vereadores adotaram a resolução XXXVIII/307/22 sobre o pedido de restauração dos direitos municipais de Jadów. Em 1 de janeiro de 2023, o estatuto de cidade foi restaurado.

## Comunidades religiosas
- Igreja Católica de Rito Latino:
  - Paróquia de São Tiago Apóstolo, praça Gustawa Dreszera, 11[17]
    - Igreja da Descoberta da Santa Cruz[17]

## Monumentos e objetos históricos
- Santuário da Santa Cruz − uma igreja de tijolos, erguida no local das anteriores de madeira nos anos 1882–1886, segundo projeto de Józef Pius Dziekoński. No interior existem órgãos rococós. A igreja foi elevada à categoria de santuário pelo arcebispo Henryk Hoser em 15 de setembro de 2013.[17]
- Cemitério paroquial e capela erguida no final do século XIX. Há uma pintura de Cristo na sepultura de Miłosz Kotarbiński e uma lápide de arenito clássico tardio de Fryderyka nascida Ditz Kotarbińska (falecida em 1863).